# زیر آفتاب ریچونه
زیر آفتاب ریچونه (به ایتالیایی: Sotto il sole di Riccione) یک فیلم کمدی-درام ایتالیایی به کارگردانی یونوتس، نویسندگی کاترینا سالوادوری و انریکو وانزینا و با بازی ایزابلا فراری، لورنزو زورزولو و لودوویکا مارتینو درسال ۲۰۲۰ است. این فیلم در تاریخ ۱ ژوئیه سال ۲۰۲۰ منتشر شد.

## بازیگران
- ایزابلا فراری در نقش ایرنه
- لورنزو زورزولو در نقش وینچنزو
- لودوویکا مارتینو در نقش کامیلا
- کریستیانو کاکامو در نقش سیرو
- سائول نانی در نقش مارکو
- فوتینی پلوزو در نقش گوئندا
- آندره رونکاتو در نقش گوالتیرو
- لوکا وارد در نقش لوسیو
- کلودیا ترانشه در نقش اما
- روزانا ساپیا در نقش ویولانته
- سرجیو روگری در نقش جورجیو
- ماریا لوئیزا دی کرسنزو در نقش بئا
- ماتئو اسکار جیوگیولی در نقش تامی
- جولیا اسکیوو در نقش مارا